# Mistrzostwa Europy w biegu 24-godzinnym 2006
14. Mistrzostwa Europy w biegu 24-godzinnym 2006 – zawody lekkoatletyczne, które odbyły się 23 i 24 września 2006 w Weronie, we Włoszech.
Zawody odbyły się na bieżni lekkoatletycznej, a nie na trasie ulicznej, jak to ma miejsce w większości zawodów tego typu.

## Medaliści
|                               | 1. miejsce                                                     | Rezultat   | 2. miejsce                                                                 | Rezultat   | 3. miejsce                                                         | Rezultat   |
| Mężczyźni indywidualnie       | Vladimir Bychkov                                               | 254,774 km | Geert Stynen                                                               | 248,642 km | Antonio Mammoli                                                    | 248,440 km |
| Kobiety indywidualnie         | Irina Koval                                                    | 229,452 km | Michaela Dimitriadu                                                        | 225,228 km | Edit Berces                                                        | 225,228 km |
| Mężczyźni i Kobiety drużynowo | Czechy 1. Jan Ondrus · 2. Michaela Dimitriadu · 3. Jiri Hofman | 670,400 km | Wielka Brytania 1. Jim Rodgers · 2. Christopher Finill · 3. Pauline Walker | 670,291 km | Włochy 1. Antonio Mammoli · 2. Sergio Orsi · 3. Gastone Barichello | 669,258 km |

## Reprezentacja Polski

### Mężczyźni
| Miejsce | Zawodnik       | Klub                 | Rezultat   |
| 18.     | August Jakubik | TL Pogoń Ruda Śląska | 150,726 km |